# Helen Parkhurst
Helen Parkhurst (Durand, Wisconsin, 7 de març de 1887- New Milford, Connecticut, 1 de juny de 1973) va ser una pedagoga, autora i professora estatunidenca creadora d'un mètode d'ensenyament individualitzat.
Va iniciar la seva carrera d'educació als 17 anys en l'àmbit rural. Es va graduar a la River Falls Normal School de Wisconsin State College el 1907 i va estudiar Pedagogia a la Universitat de Colúmbia on va col·laborar amb Maria Montessori, i ideà un mètode d'ensenyament individualitzat. Més endavant va realitzar un màster en educació a Yale (1943). A Wisconsin va treballar de professora durant poc temps i, més endavant, es va traslladar a Tacoma, estat de Washington. En aquesta primera escola es va fer càrrec de 40 infants d'edats diferents, moment en què va començar a experimentar l'autonomia de l'alumnat, la responsabilitat, la llibertat, l'empatia...
El 1915, es convertí en la gestora dels centres Montessori americans durant tres anys, on va perfeccionar les seves idees mentre feia conferències i formacions.
El 1916 va crear la seva pròpia escola a Nova York. Quan va retornar a EEUU va reprendre la docència a Dalton, població on va escriure la seva obra més famosa: El pla Dalton (1922) on va concretar una proposta educativa innovadora basada en l'absència d'assignatures concretes. El mètode, anomenat Pla Dalton, s'estengué primer a la Gran Bretanya, on Parkhurst creà la Dalton Association, i després arreu del món occidental. El seu projecte va convertir la classe en un laboratori, sense assignatures concretes i amb l'alumnat davant un tema a tractar des de diferents perspectives. A més, defensava l'avaluació a través de controls mensuals d'un contracte laboral previ firmat per l'alumnat. En l'obra l'Exploració del món infantil (1951) també exposa els seus punts de vista de l'educació.
Va ser directora de la Dalton School de Nova York fins que es va jubilar el 1942 i durant les últimes dècades, feia conferències, va escriure llibres, va produir programes de ràdio i televisió.

## Obres
- Education on the Dalton Plan (1922)Education on the Dalton Plan (1992)
- Work Rhythms in Education (1935)
- Exploring the Child's World (1951)
- Growing Pains (1962)
- Die Welt des Kindes (1995)